# ماتيوس بارانا
ماتيوس بارانا (بالبرتغالية: Matheus Paraná‏) هو لاعب كرة قدم برازيلي في مركز الهجوم، ولد في 21 مايو 1987 في أرابونغاس في البرازيل. لعب مع بورصة سبور وعثمانلي سبور ونادي أتلتيكو هيرمان أيشينجار ونادي ساو كايتانو ونادي فلومينينسي ونادي فنربخشة ونادي فورتاليزا ونادي كوريتيبا.

## وصلات خارجية
- ماتيوس بارانا على موقع اتحاد تركيا (لاعب) (الإنجليزية)
- ماتيوس بارانا على موقع قاعدة بيانات كرة القدم.إي يو (الإنجليزية)
- ماتيوس بارانا على موقع قاعدة بيانات كرة القدم.إي يو (الإنجليزية)
- ماتيوس بارانا على موقع Soccerway.com (الإنجليزية)